# Liga de Defesa Paulista
Liga de Defesa Paulista (LDP) foi uma organização política paulista fundada em maio de 1931 com os objetivos de lutar pela autonomia e independência de São Paulo. A organização realizava comícios, conferências e distribuía panfletos à população, visando preparar a opinião pública para o separatismo paulista. Com o início da Revolução Constitucionalista de 1932, organizou um batalhão para combate.

## História
A criação da liga fazia parte de um movimento muito mais geral, liderado nacionalmente pelo estado de São Paulo, de combate ao domínio tenentista e de luta em prol da reconstitucionalização do país. Opondo-se à organização Liga Paulista pela Constituição e pela Ordem, criada no mesmo ano para apoiar o interventor federal João Alberto Lins de Barros, a organização representou em nível local uma importante investida contra a interventoria brasileira no estado paulista. Segundo Carlos Pinto Alves, a principal razão do surgimento da liga era a ditadura [de Getúlio Vargas], que atuava de modo negativo em todo o Brasil, mas sobretudo em São Paulo.
O manifesto de fundação da Liga de Defesa Paulista, redigido por Tácito de Almeida, foi publicado na imprensa em 19 de maio de 1931. Documento sintético, conclamava os paulistas a se unirem “na defesa de um patrimônio arduamente constituído”. Como era comum nos documentos de quase todas as organizações políticas, tenentistas ou não, surgidas logo após a Revolução de 1930, afirmava também que a liga surgia como uma “entidade à parte, alheia a preocupações eleitorais e preceitos de partidos políticos”. Estes últimos seriam respeitados, podendo manter intactas suas fórmulas ideológicas, e autônomas suas atividades.
A proclamação, de tom acentuadamente regionalista, era assinada por mais de quatrocentas pessoas, em sua maioria profissionais liberais, professores e estudantes universitários, entre os quais se destacavam Abelardo Vergueiro César, Francisco de Sales Vicente Azevedo, Gastão Melo Barreto, Paulo Duarte, Ademar de Sousa Queirós, Antônio Carlos Couto de Barros, Antônio Pereira Lima, Edgar Batista Pereira, Alfredo Ellis Jr., Bento de Camargo Filho, Carlos Pinto Alves, Renato Egídio de Sousa Aranha, Luís Carneiro, Heitor Portugal, Rubens Borba Alves de Morais, Rui Guedes Galvão e Tácito de Almeida.
Na sessão inaugural da organização, realizada em fins de maio, foi aclamada sua primeira comissão executiva, presidida por Francisco de Sales Vicente Azevedo e integrada por Abelardo Vergueiro César, Antônio Pereira Lima, Argemiro Couto de Barros, Celso Leme, Heitor Portugal, Luís Carneiro, Renato Egídio de Sousa Aranha e Tácito de Almeida.
Na mesma ocasião foram também definidas as bases para sua atuação, que deveria consistir em “abafar dissídios e ressentimentos resultantes de antigas lutas partidárias, a fim de obter a união da família paulista”. Essa disposição continha na verdade uma proposta de aproximação das diferentes correntes oposicionistas estaduais, visando a enfraquecer a interventoria tenentista.
De fato, essa proposta vingaria um pouco mais tarde, em 15 de fevereiro de 1932, com a formação da Frente Única Paulista (FUP), que uniu o Partido Republicano Paulista (PRP) e o Partido Democrático (PD) pouco depois do rompimento deste último com o Governo Provisório. A essa altura, preparavam-se os paulistas para a luta armada, que eclodiria a 9 de julho de 1932.
Na fase preparatória do movimento constitucionalista, multiplicaram-se os “núcleos de ação subterrânea”, formados com a função de congregar e preparar militarmente o voluntariado civil. No final de maio de 1932, os diversos núcleos e movimentos que tinham os mesmos objetivos se unificaram na organização denominada M.M.D.C., passando a atuar em conjunto mesmo mantendo suas denominações originais.
Durante a Revolução Paulista de 1932, a Liga de Defesa Paulista organizou os chamados “batalhões da Liga de Defesa Paulista”. Instalando postos para a inscrição de voluntários, a entidade se incumbiu também do “alistamento profissional” — cadastro de profissionais dispostos a servir à causa. Coube ainda à liga a chamada “mobilização feminina”, destinada basicamente a substituir nos bancos, no comércio e na indústria a mão-de-obra masculina que se havia alistado.
Apesar de uma intensa atuação nesses setores, considera-se que o grande serviço prestado pela Liga de Defesa Paulista durante a revolução foi o de esclarecimento da opinião pública, sob a direção de Vivaldo Coaraci.
Entre 1933 e 1934, com vistas às eleições para a Assembléia Nacional Constituinte, para a Câmara Federal e para as assembléias estaduais, ocorreu uma reorganização partidária em todos os estados do Brasil. Em São Paulo, no dia 24 de fevereiro de 1934, foi fundado o Partido Constitucionalista Paulista, “o partido de todos os paulistas”, que reuniu os antigos integrantes do Partido Democrático, da Federação dos Voluntários de São Paulo, da Ação Nacional (dissidência do PRP) e, finalmente, da Liga de Defesa Paulista.

## Extinção
Extinguiu-se em 1934, quando se fundiu com outras agremiações para formar o Partido Constitucionalista de São Paulo.